# جاك سميث
جاك سميث (بالإنجليزية: Jack Smith)‏ مؤسس/ه خدمة الهوتميل مع صابر باتيا وشركه
وقد جاء الاثنان مع مفهوم قاعدة بيانات على شبكة الإنترنت بعنوان جافاسوفت. في حين تسعى هذه الفكرة، أدركوا بعد ذلك احتمال وجود نظام بريد إلكتروني على شبكة الإنترنت، وقررت بالتالي لخلق واحدة هوتميل تسمى (الأحرف الكبيرة موضحا لغة أتش تي أم أل المستخدمة في كتابة قاعدة من صفحة ويب). من أجل جذب الانتباه، وقدمت خدمة البريد الإلكتروني مجانا والإيرادات تم الحصول عليها من خلال الإعلانات على شبكة الإنترنت. استثمرت درابر فيشر مشاريع 300,000 $ على المشروع وبدء طرح هذه الخدمة في 4 يوليو 1996. مواليد 1960 ولم تورد أي معلومات عنه سوى ان صابر باتيا قال...انه اشترك مع جاك سميث، وهو زميل من جهاز أبل.

## قراءة إضافية
- Bronson, Po, "HotMale: Sabeer Bhatia started his company on $300,000 and sold it two years later for $400 million. So, is he lucky, or great?", مجلة وايرد, Issue 6.12, December 1998